# Switchblade
A Switchblade egy amerikai fejlesztésű és gyártású  „öngyilkos drón”, amely hosszabb időn keresztül képes egy adott célterület felett körözni és célpontokat keresni. Amint megtalálta a célpontját, rázuhanva megsemmisíti azt. Jelenleg két változata ismert: a kisebb, akár egy hátizsákban is elférő Switchblade 300, amely első sorban élőerő és gyengén páncélozott célok ellen hatásos. Robbanó fejének hatása nagyjából egy 40 mm gránátéval egyenértékű, de körkörös szórás helyett előre, a drón haladási irányának megfelelően fejti ki pusztító hatását, így elkerülhetőek a járulékos veszteségek.  A nagyobb Switchblade 600 elsősorban harckocsik, erősebben védett harcjárművek és objektumok ellen hatásos robbanófejjel rendelkezik. Hatótávolsága közel tízszerese a 300-as hatótávolságának: több mint 90 km a kisebb drón 10 km-ével szemben és akár 40 percet is a levegőben tölthet célpont után kutatva.
A Switchblade irányítása egy kis kézi terminálról történik, amely kompatibilis a fejlesztő AeroVironment vállalat más drónjaival. Ilyen például a RQ–11 Raven felderítődrón is, amely a Magyar Honvédség is rendszeresített.

A  Switchblade az amerikai és brit haderőknél áll rendszerben, de legalább 100 darabot kaptak az ukrán védelmi erők is 2022 márciusában egy nagyobb katonai segélycsomag részeként.

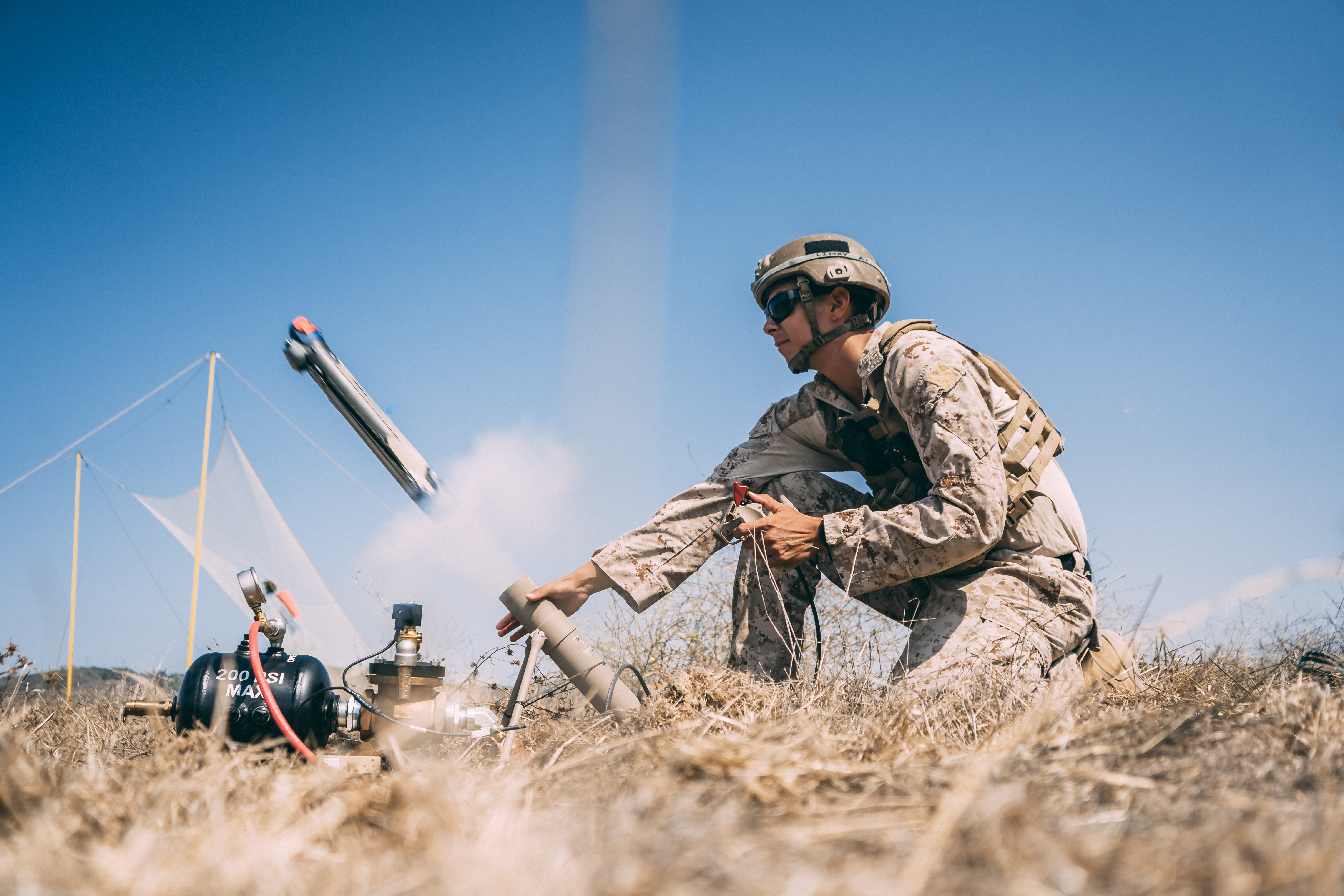
Switchblade 300 indítása
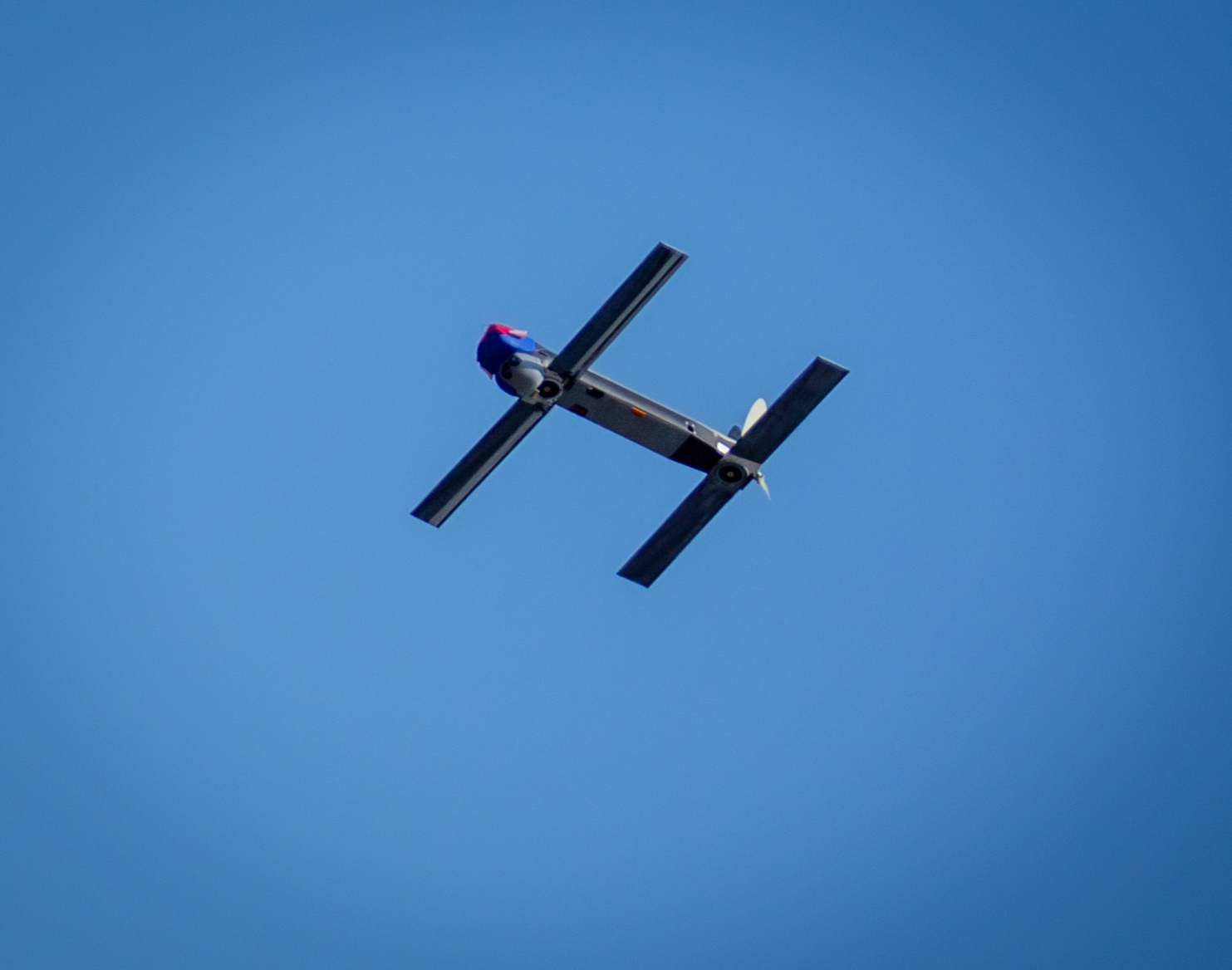
Switchblade 300 a levegőben
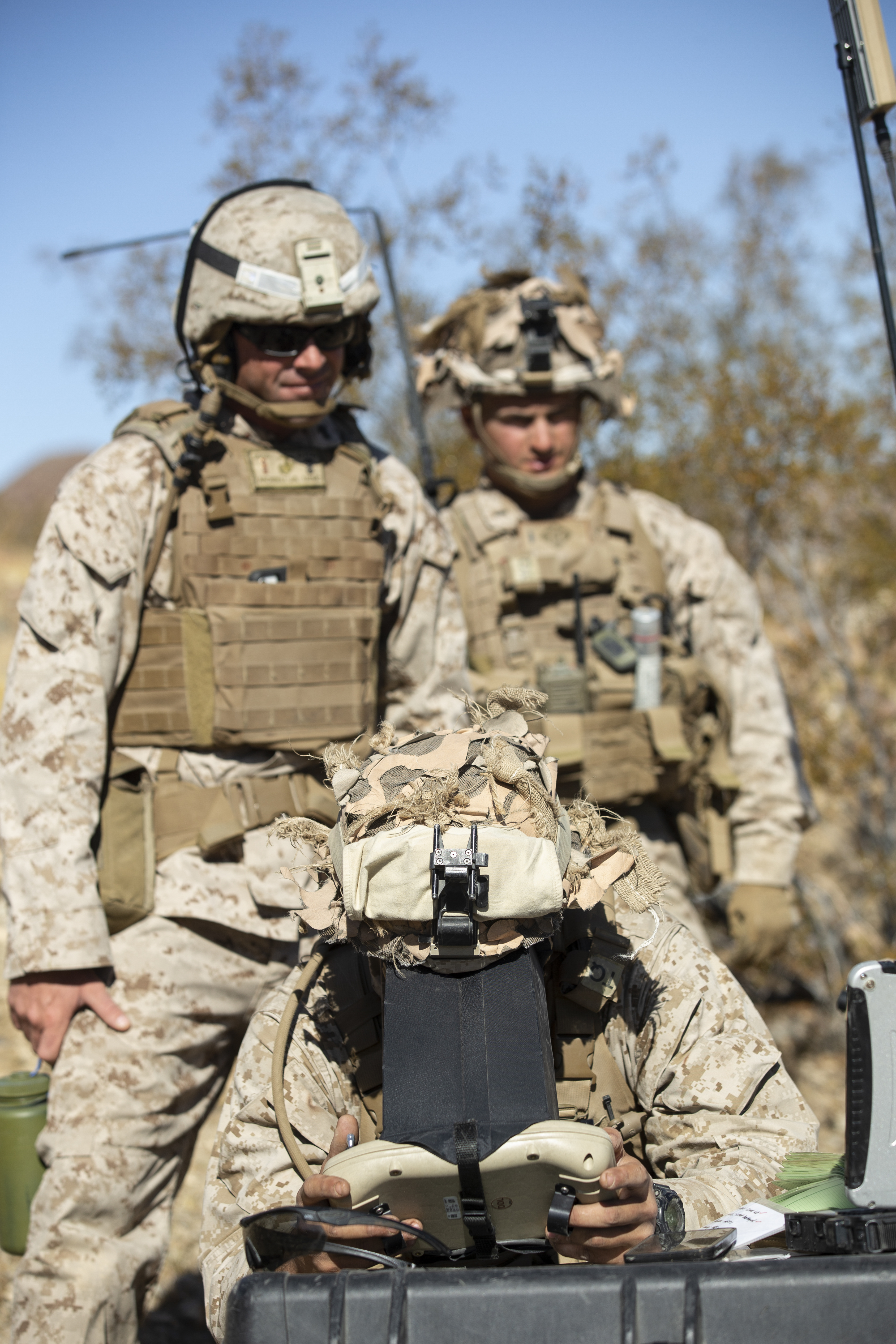
A drónpilóta munka közben
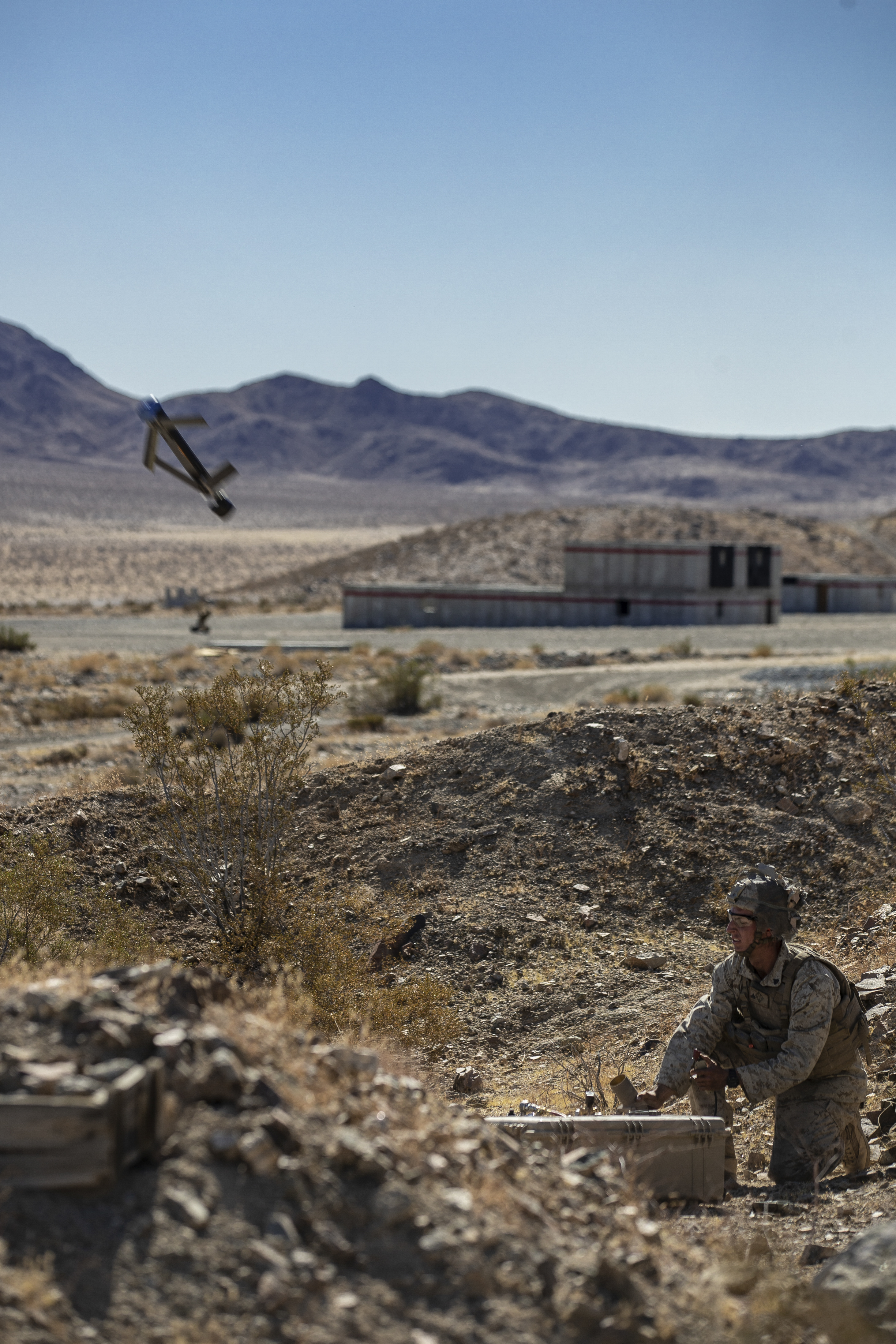
Indítás